# 더 페이버릿: 여왕의 여자
《더 페이버릿: 여왕의 여자》(영어: The Favourite) 2018년 아일랜드-영국-미국 시대 다크 코미디 영화입니다. 요르고스 란티모스가 감독하고 Tony McNamara와 Deborah Davis가 각본을 맡았습니다. 올리비아 콜먼, 레이첼 와이즈, 엠마 스톤 주연을 맡았다. 이 영화는 17세기 영국을 배경으로 스페인 왕위계승전쟁 중 영국과 프랑스가 전쟁을 벌이고 있는 곳으로, 앤 여왕의 총애를 받는 말보로 공작부인 사라 처칠 애비게일 마샬의 복잡한 관계를 그려낸다.
제75회 베네치아 국제 영화제(2018) 심사위원 대상 수상작이며, 올리비아 콜먼 역시 앤 여왕 역을 통해 볼피컵 여자연기자상을 수상했다. 제91회 아카데미상 여우주연상 수상작이다.

## 줄거리
잉글랜드 여왕 앤은 절대권력을 가지고 있지만, 권좌는 외롭다. 그런 앤 곁에는 오랜 친구이자 최측근인 사라(레이첼 바이스)가 실세로 국정을 좌지우지하고 있다. 몰락한 귀족 가문 출신의 하녀 애비게일(엠마 스톤)이 궁으로 들어오고, 신분상승을 노리고 사라의 그림자를 밟으려 차츰 앤의 총애를 받기 시작하며 궁중에 뜨거운 바람이 불기 시작한다.

## 배역
- 올리비아 콜먼 - 앤 여왕 역
- 엠마 스톤[2] - 아비게일 역
- 레이첼 바이스[3] - 사라 부인 역
- 니컬러스 홀트 - 할리 역
- 조 앨윈 - 매셤 역
- 제임스 스미스 - 고돌핀 역
- 마크 게이티스[4] - 말버러 경 역
- 제니 레인스포드 - 메이 역
- 제니퍼 화이트 - 메그 부인 역
- 릴리로즈 스티븐스 - 샐리 역
- 카롤린 생-페 - 마담 투르네이 역
- 리암 플레밍 - 케빈 역

## 영화정보
- 2019년 제 91회 아카데미 시상식에서 최우수작품상, 감독상, 여우주연상(올리비아 콜맨), 여우조연상(레이첼 와이즈, 엠마스톤), 각본상, 미술상, 의상상, 촬영상, 편집상 등 10개 부문 후보에 올랐고, 최종적으로 여우주연상(올리비아 콜맨) 하나를 수상했다.
- 2019년 제 91회 아카데미 시상식에서 여왕의 측근 자리를 놓고 경합한 레이첼 바이스와 엠마 스톤이 동시에 여우조연상 후보에 올랐지만 수상은 '이프 빌 스트리트 쿠드 토크’의 레지나 킹이 차지했다.
- 원래 "사라 처칠" 역에 케이트 윈슬렛이 캐스팅 되었으나 이후 하차하게 되었고, 결국 레이첼 바이스에게 배역이 돌아갔다.

## 한국개봉
- 2019년 2월 21일 정식개봉된 《더 페이버릿: 여왕의 여자》는 개봉 첫날 12,999명의 관객을 동원했고, 개봉 10일차인 3월 3일 10만 명을 돌파했다.[5]

## 같이 보기
- 스페인 왕위 계승 전쟁, 1704년 - 영화의 시대 배경